# Gigg Lane
Gigg Lane är Bury FC:s hemmaarena. De delade tidigare arenan med FC United of Manchester. Kapaciteten är 11 840 åskådare. Det finns totalt 280 parkeringsplatser utanför arenan. Planens storlek är 112x73 yards.
Arenan har använts till mer sporter än fotboll, exempelvis till sporter såsom rugby league, cricket, baseboll och lacrosse.